# Stubberup Kirke
Stubberup Kirke er en kirke i Stubberup Sogn i Kerteminde Kommune.
Kirken er nævnt første gang 1488, da Jep Laurensen var degn i Stubberup og Dalby Kirke. Den har altså måske allerede på dette tidspunkt været annekteret til Dalby, men dette forhold er først dokumenteret 1531. Kirkens værnehelgen var Skt. Laurentius.
1678 erhvervede Frederik von Vittinghof til Eskebjerg patronatsretten til denne og Hindsholms tre andre kirker (Dalby, Mesinge og Viby). Kirken blev 1680 lagt under det nyoprettede baroni Scheelenborg og lå til dette frem til overgangen til selveje 1. juli 1926.

## Bygning
Kirkens ældste del er nok opført i 1200-tallet af tegl. Denne romanske kirke har omfattet et skib med smallere kor og muligvis et tårn. Af bygningen er kun bevaret skibet, som i senmiddelalderen blev forlænget mod vest og der blev sat indhvælv i skibet. Siden blev det romanske kor nedrevet og erstattet af et gotisk langhuskor med samtidige hvælv. Et våbenhus er bygget 1575/1600 på sydsiden af skibets vestforlængelse og i samme århundrede påbegyndtes et tårn i vest, som dog først blev bygget færdig i 1600-årene.

## Kalkmalerier
1985 blev der fundet kalkmalerier i kirken spændende fra sengotikken til 1700-tallet. Sidstnævnte blev atter overkalket.
De sengotiske kalkmalerier fra o. 1500 er konstateret i skibets tre østligste fag. De omfatter minuskelindskrifter, en Jesusmonogram og en indskrift "(hielp) maria" på triumfvæggen. Herudover er der fundet rosetter, kvaderstensmønstre, liljeornamenter, indvielseskors og ribbedekorationer.

## Inventar
Kirkens ældste inventargenstand er den romanske døbefont af såkaldt Højbytype. Dåbsfadet er et af de meget udbredte Nürnbergfade med Bebudelsesesrelief fra 1500-tallet (anskaffet før 1700-tallets midte).
Skriftestolene er fra 1587 og svarer til dem i nabokirkerne Mesinge og Dalby. Alterstagerne er anskaffet af Erik Hardenberg og Anne Rønnow 1594, men først skænket til kirken 1624 af ægteparrets datter, Kirsten Hardenberg. Klokken er støbt 1601 af Borchart Gelgeter, København, og altertavlen er et renæssancearbejde fra 1632. Den rummer relieffer af Hyrdernes Tilbedelse (efter Maerten de Vos' forlæg fra 1579), Nadverens Indstiftelse (skåret efter et kobberstik af Hendrick Goltzius fra 1598) og Kobberslangen. Storfeltet flankeres af skulpturer af Moses og Aron samt mindre Dydefigurer, Troen og Håbet. Samme billedskærer har både altertavlen fra 1633 i Dalby Kirke og Stubberups prædikestol fra o. 1625, der har arkadefelter med relieffer af Hyrdernes Tilbedelse, Dåben, Korsfæstelsen, Opstandelsen og Pinseunderet. Fagene adskilles af hjørnefremspring med koblede søjler.

## Eksterne kilder og henvisninger
- Stubberup Kirke hos KortTilKirken.dk
- Stubberup Kirke hos danmarkskirker.natmus.dk (Danmarks Kirker, Nationalmuseet)